# شون والنتين
شون والنتين (بالإنجليزية: Sean Wallentine)‏ (ولد في 26 سبتمبر 1970 في لينووود، الولايات المتحدة) عضو جمهوري سابق بالنيابة في مجلس ولاية كاليفورنيا للمعادلة ممثلا عن المقاطعة الثانية وشغل المنصب لمدة ثلاثة أيام من يوم الجمعة 31 ديسمبر 2010 إلى يوم الاثنين 3 يناير 2011. نتيجة لذلك هو صاحب التسجيل لأقصر فترة لضابط دستوري في ولاية كاليفورنيا متجاوزا الحاكم ميلتون لاثام الذي سجل خمسة أيام لمدة 150 عاما.
خلال فترة عمله مع بحرية الولايات المتحدة كان في الخدمة الفعلية خلال عملية درع الصحراء وعملية عاصفة الصحراء.